# 盧科 (沃洛季米列齊區)
51°36′42″N 26°2′47″E / 51.61167°N 26.04639°E
盧科（烏克蘭語：Луко），是烏克蘭西北部的村莊，隸屬里夫內州的瓦拉什區。該村始建於1670年，面積30平方公里，海拔高度153米，2001年人口383，人口密度每平方公里12.8人。